# Sarupathar
Sarupathar är en ort i Indien.   Den ligger i distriktet Kārbi Ānglong och delstaten Assam, i den östra delen av landet, 1 700 km öster om huvudstaden New Delhi. Sarupathar ligger 127 meter över havet och antalet invånare är 9 827.
Terrängen runt Sarupathar är platt åt sydost, men åt nordväst är den kuperad. Runt Sarupathar är det tätbefolkat, med 276 invånare per kvadratkilometer. Närmaste större samhälle är Silapathar, 0,84 km norr om Sarupathar. I omgivningarna runt Sarupathar växer huvudsakligen savannskog.